# رود فیش
رود فیش (به آلمانی: Fischfluss، به آفریقایی: Visrivier) رودی به‌طول ۶۵۰ کیلومتر است که در کشور آفریقایی نامیبیا جریان داشته و طولانی‌ترین رود این کشور محسوب می‌شود. بااین‌وجود این رودخانه قابل کشتی‌رانی نیست.
رود فیش از شرق کوه‌های ناکلوفت در منطقهٔ هارداپ سرچشمه گرفته و از شهرهای مارینتال، گیبیون و زیهایم گذشته و در یک‌سوم انتهایی مسیرش، تنگ رود فیش را شکل می‌دهد. رود فیش در نهایت در ۱۰۰ کیلومتری از اقیانوس اطلس و در مرز نامیبیا با آفریقای جنوبی به رود اورنج می‌پیوندد. سد هارداپ در نزدیکی مارینتال بر روی این رودخانه ساخته شده‌است.
رودهای هودوپ، کوتب و لوون، مهمترین رودهای فرعی‌ای هستند که به رود فیش می‌پیوندند.

## نگارخانه

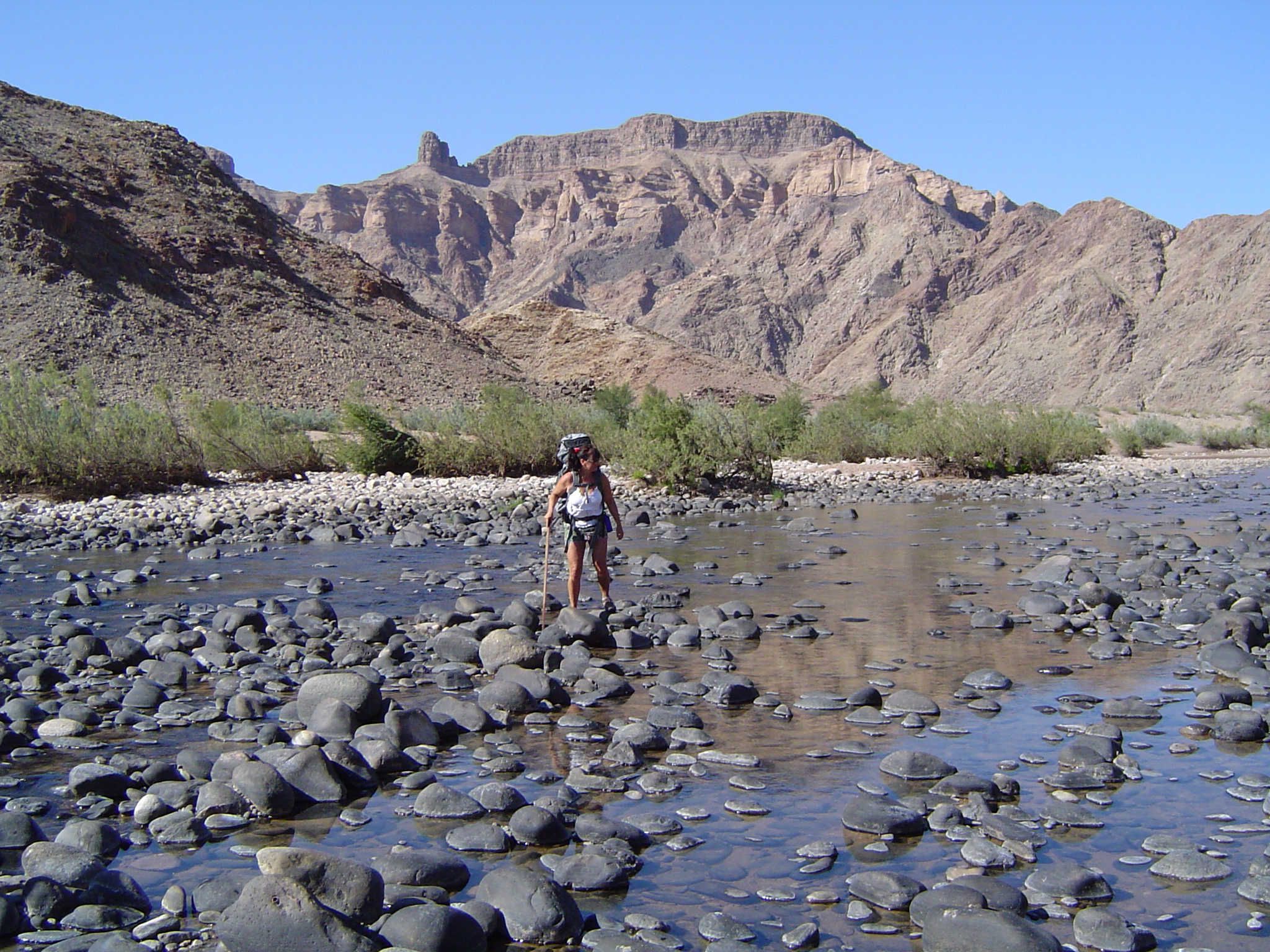
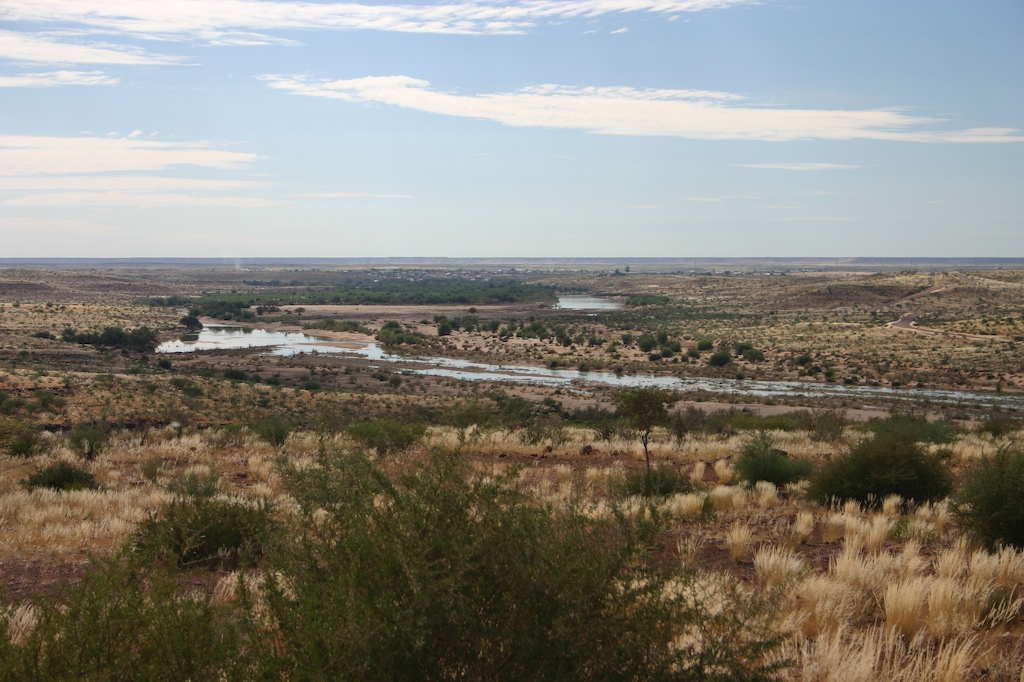
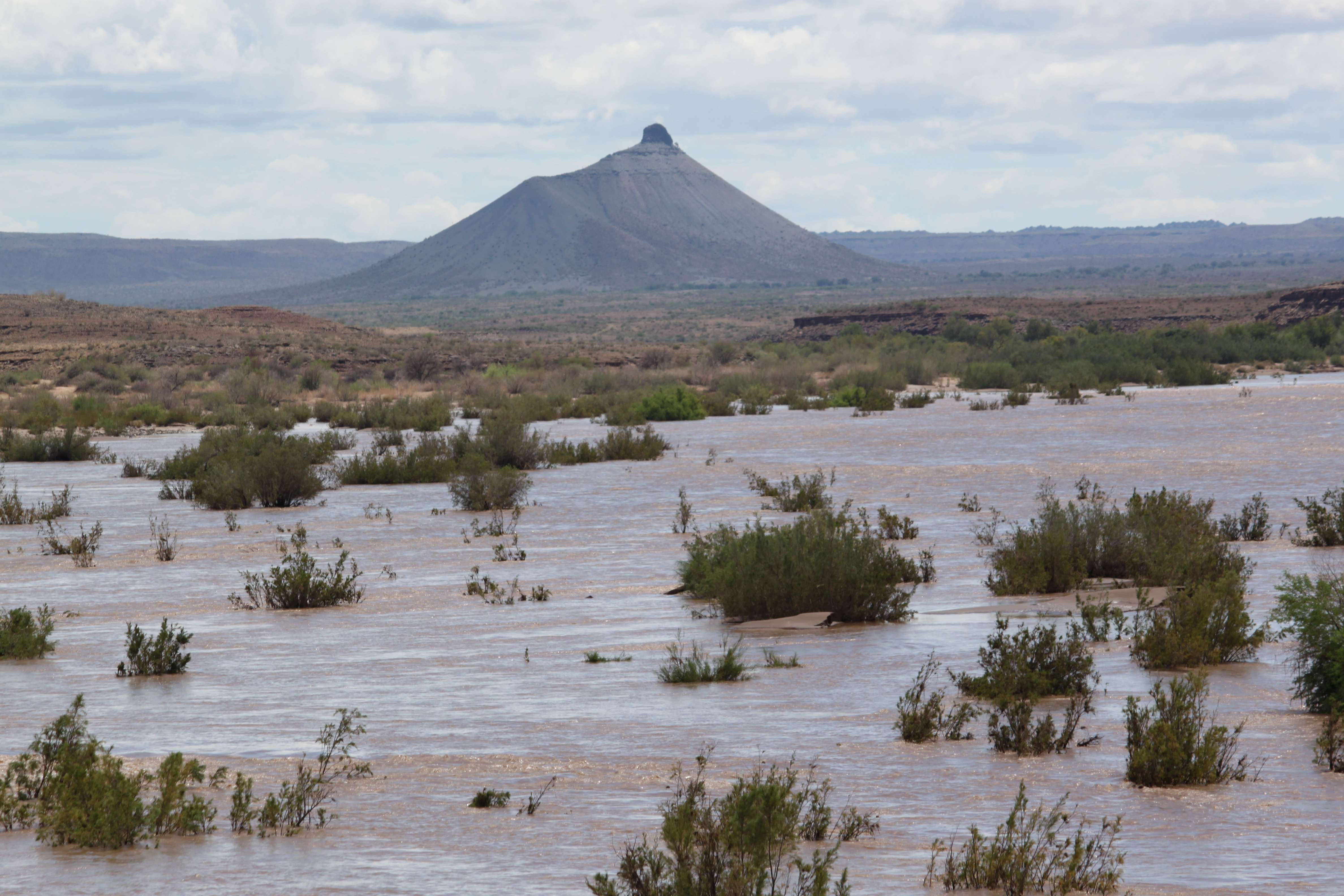